# 瓦格河 (明斯特河支流)
47°03′44″N 8°48′38″E / 47.06224°N 8.81050°E
瓦格河是瑞士的河流，位於該國中部，流經施維茨州，屬於明斯特河的右支流，河道全長7.9公里，流域面積23.8平方公里，河口處在下伊貝格附近。